# Adalbertstraße 64 (München)

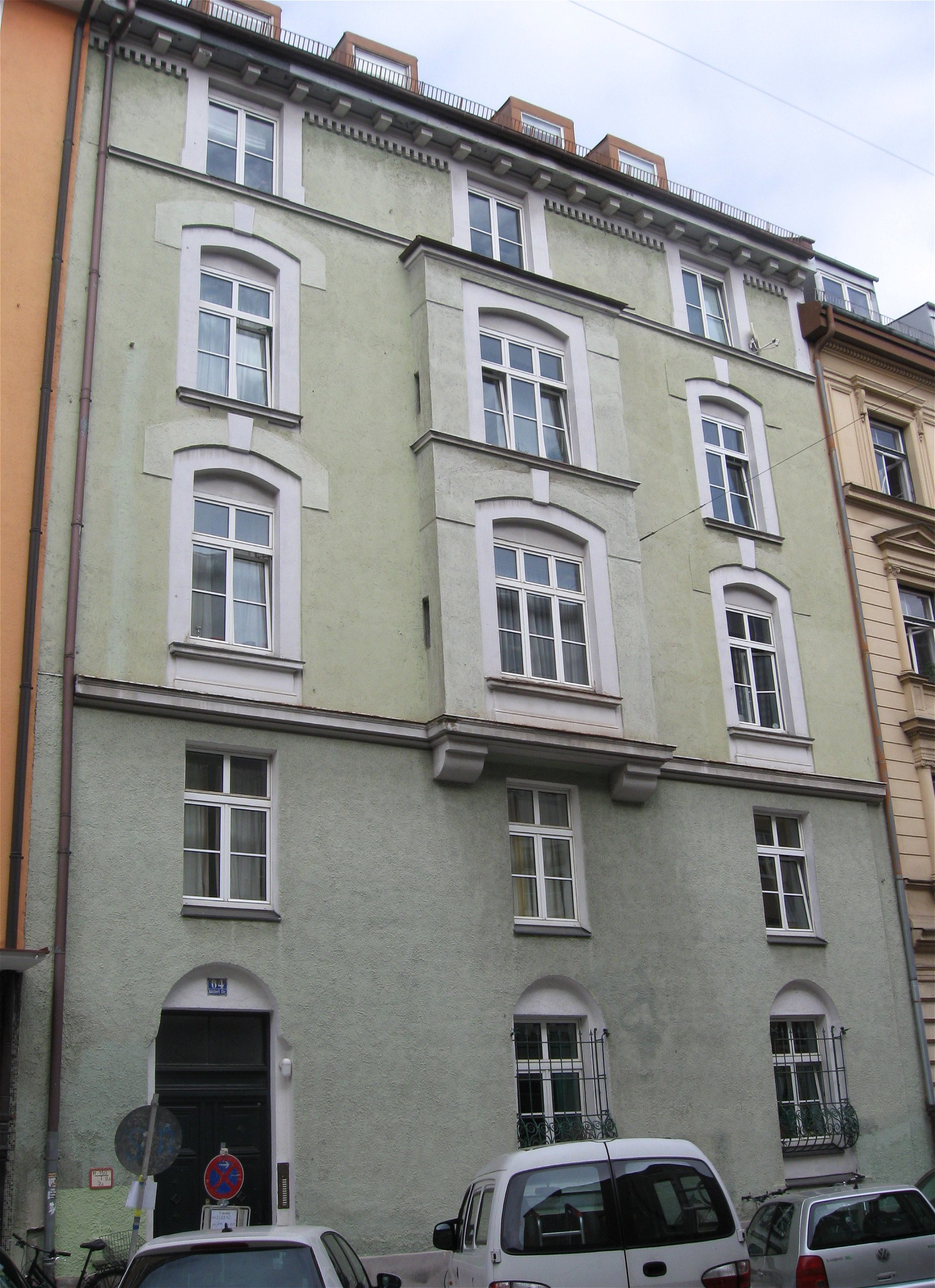
Haus Adalbertstraße 64 in München

Das Gebäude Adalbertstraße 64 im Stadtteil Maxvorstadt der bayerischen Landeshauptstadt München ist ein geschütztes Baudenkmal.
Der fünfgeschossige Bau in der Adalbertstraße wurde 1889/90 für den Bauunternehmer Johann Widmann errichtet, der zahlreiche Grundstücke auf beiden Seiten der Adalbertstraße besaß und zwischen 1880 und 1901 mit seiner eigenen Firma bebaute. Der Neurenaissancebau mit Flacherker besitzt eine Backsteinfassade mit Putzrustika, die überputzt wurde. Der schmale Eingang befindet sich an der westlichen Seite. Über eine gewendelte Podesttreppe wird in jeder Etage eine Wohnung erschlossen.